# Jakub Brabec
Jakub Brabec, född 6 augusti 1992, är en tjeckisk fotbollsspelare som spelar för Aris. Han representerar även Tjeckiens landslag.